# Suzuran Maru
Die Suzuran Maru (すずらん丸) war ein 1970 in Dienst gestelltes Fährschiff der japanischen Reederei Shin Nihonkai Ferry, das zwischenzeitlich auch als Kreuzfahrtschiff eingesetzt wurde. Sie blieb bis 1994 in japanischen Gewässern im Einsatz und hatte anschließend nochmals elf Jahre andauernde Dienstzeit im Mittelmeerraum unter verschiedenen Namen und Eignern. Nach seiner Ausmusterung 2005 sollte das Schiff 2008 in Indien abgewrackt werden. Der Abbruch erfolgte jedoch erst 2011 in Pakistan.

## Geschichte

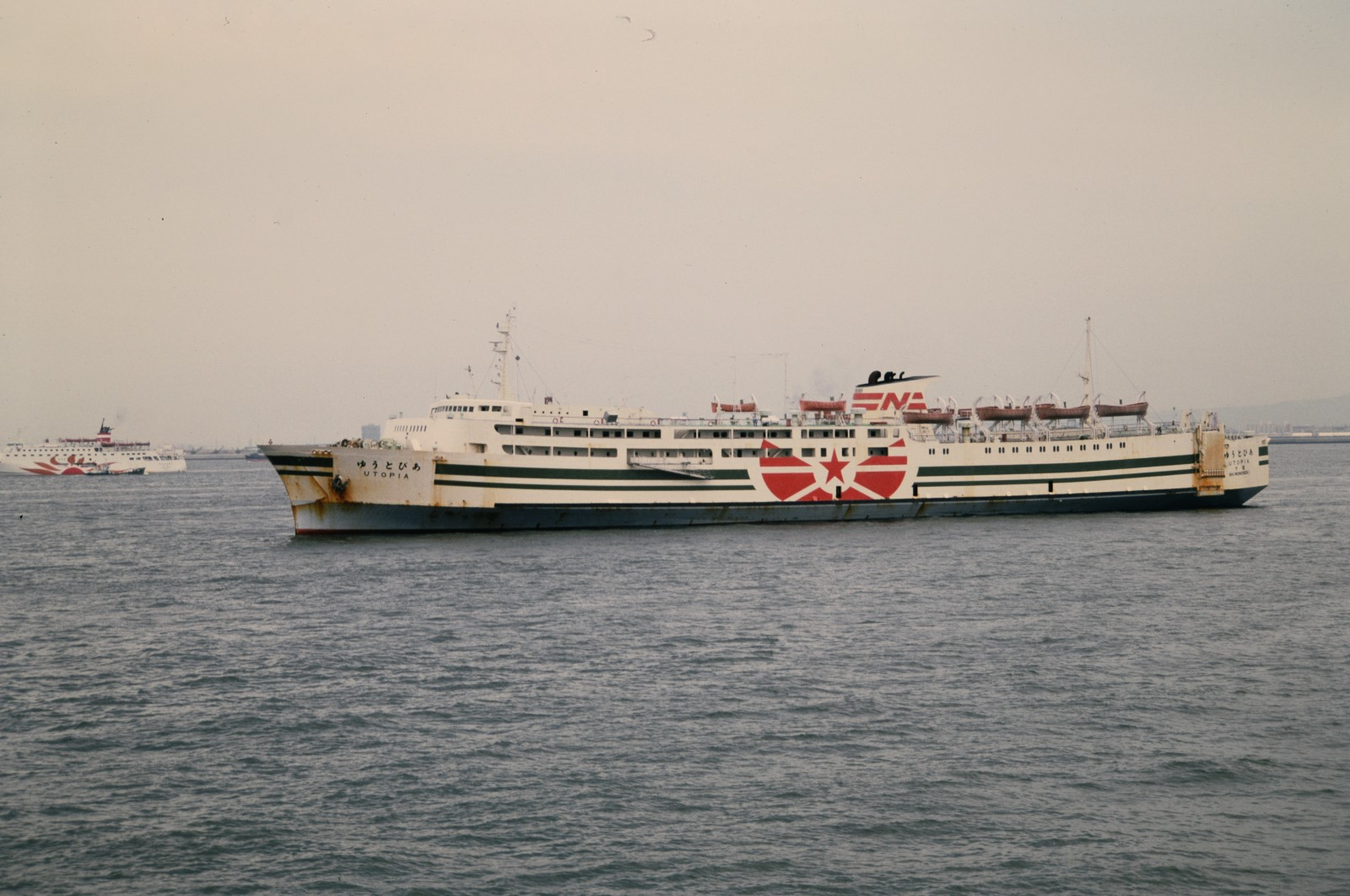
Als Utopia im Mai 1987

Die Suzuran Maru wurde am 20. Februar 1970 unter der Baunummer 567 in der Werft der Koyo Dockyard in Mihara auf Kiel gelegt und lief am 6. Mai 1970 vom Stapel. Nach der Ablieferung an Shin Nihonkai Ferry am 28. Juli 1970 nahm sie im August den Fährdienst von Maizuru nach Tsuruga und Otaru auf.
In den folgenden Jahren wurde das Schiff zweimal umbenannt: 1978 in Ferry Izu und 1980 in Ferry Lilac. Im selben Jahr ging die Fähre in den Besitz der Reederei Nishi Nippon Shosen in Shimonoseki über und nahm nach einem Umbau den Dienst als Utopia auf. Nach dem Umbau wurde die Fähre auch für Kreuzfahrten eingesetzt.
nach 14 weiteren Jahren in japanischen Gewässern wurde die Utopia im April 1994 an P. Shipping mit Sitz in Malta verkauft, in Poseidon umbenannt und im Juni 1994 für die Med Link Lines zwischen Brindisi, Patras und Çeşme in Dienst gestellt. Ab Oktober 1995 fuhr das Schiff nur noch zwischen Brindisi und Patras.
2000 wurde die Poseidon an die Enterprise Nationale de Transport Maritime des Voyageurs verchartert und fortan zwischen Alicante und Algier eingesetzt, ehe sie ab Oktober 2001 in Eleusis auflag. In den folgenden Jahren wechselte das Schiff mehrfach seinen Namen: Ab April 2002 stand es als Poseidon X unter der Flagge Panamas, 2003 ging es als Poseidon A an Crystal Shipping, ebenfalls mit Sitz in Panama. Im Dezember 2003 erhielt die Fähre wieder den Namen Poseidon und wurde im Mai 2004 nach Zypern mit Limassol als Heimathafen umgeflaggt. Im selben Jahr nahm sie schließlich nach dreijähriger Liegezeit als Poseidon C den Dienst für Adriatic Seaways zwischen Igoumenitsa, Korfu und Brindisi auf.
Dieser Einsatz dauerte jedoch nicht lange an, da das Schiff 2005 aufgrund finanzieller Probleme der Reederei in Igoumenitsa arrestiert wurde. Ab Dezember 2005 ankerte es in Drapetsona und ging im selben Monat als Poseidon an Atlantides Shipping mit Sitz auf den Komoren, nahm jedoch nicht wieder den Fährdienst auf. Stattdessen ging die Poseidon im Februar 2006 nach Dubai, wo sie zu einem Hotelschiff umgebaut werden sollte. Obwohl dieser Umbau bereits begonnen hatte, wurde das Projekt schließlich verworfen und die Fähre im Juli 2008 zum Abbruch ins indische Alang verkauft. Die mittlerweile aufgegebene Poseidon blieb stattdessen jedoch weiterhin bei Port Rashid in Dubai vor Anker liegend. Der Abbruch erfolgte schließlich erst ab November 2011 im pakistanischen Gadani.